# Il Giallo Economico Classico
Il Giallo Economico Classico è una collana edita dalla Compagnia del Giallo (gruppo Newton Compton), a cura di Rosella Presciuttini Maggiulli, e dedicata ad opere di genere giallo.
Il primo numero esce in edicola il 3 aprile 1993.

## Elenco uscite
| Numero | Titolo                                         | Autore                          |
| ------ | ---------------------------------------------- | ------------------------------- |
| 1      | Poirot e il mistero di Styles Court            | Agatha Christie                 |
| 2      | L'abate nero                                   | Edgar Wallace                   |
| 3      | L'enigma dell'alfiere                          | S.S. Van Dine                   |
| 4      | Charlie Chan e il pappagallo cinese            | Earl Derr Biggers               |
| 5      | Il mistero di Marchester Royal                 | J. S. Fletcher                  |
| 6      | La porta dalle sette chiavi                    | Edgar Wallace                   |
| 7      | Charlie Chan e il cammello nero                | Earl Derr Biggers               |
| 8      | L'orma gigante                                 | Edgar Wallace                   |
| 9      | La dea della vendetta                          | S.S. Van Dine                   |
| 10     | Il segno del potere                            | Edgar Wallace                   |
| 11     | Morte sul castello di poppa                    | Mary Roberts Rinehart           |
| 12     | Lo smeraldo maledetto                          | Edgar Wallace                   |
| 13     | Due iniziali soltanto...                       | Anna Katharine Green            |
| 14     | Il mistero del diamante giallo                 | J. S. Fletcher                  |
| 15     | Il mistero della babbuccia sacra               | Sax Rohmer                      |
| 16     | Il mistero delle tre querce                    | Edgar Wallace                   |
| 17     | Il marchio di Caino                            | Carolyn Wells                   |
| 18     | I trentanove scalini                           | John Buchan                     |
| 19     | La torre di Scarhaven                          | J. S. Fletcher                  |
| 20     | L'enigma della candela ritorta                 | Edgar Wallace                   |
| 21     | Come una morsa                                 | Fergus Hume                     |
| 22     | L'impronta scarlatta                           | R. Austin Freeman               |
| 23     | Il caso della canarina assassinata             | S.S. Van Dine                   |
| 24     | L'arciere verde                                | Edgar Wallace                   |
| 25     | I quattro Giusti                               | Edgar Wallace                   |
| 26     | Il consiglio dei quattro                       | Edgar Wallace                   |
| 27     | I Giusti di Cordova                            | Edgar Wallace                   |
| 28     | La legge dei quattro                           | Edgar Wallace                   |
| 29     | I tre Giusti                                   | Edgar Wallace                   |
| 30     | Il ritorno dei tre                             | Edgar Wallace                   |
| 31     | L'uomo dai capelli rossi                       | Fergus Hume                     |
| 32     | Chiunque, eccetto Anne                         | Carolyn Wells                   |
| 33     | La valle degli spiriti                         | Edgar Wallace                   |
| 34     | Il testimone muto                              | R. Austin Freeman               |
| 35     | Il caso Gracie Allen                           | S.S. Van Dine                   |
| 36     | Delitto a Villa Rose                           | Alfred Edward Woodley Mason     |
| 37     | Il pugnale di cristallo                        | Edgar Wallace                   |
| 38     | Il profumo della dama in nero                  | Gaston Leroux                   |
| 39     | La scala a chiocciola                          | Mary Roberts Rinehart           |
| 40     | Dietro quel sipario                            | Earl Derr Biggers               |
| 41     | L'ultima avventura di Philo Vance              | S.S. Van Dine                   |
| 42     | L'enigma dello spillo                          | Edgar Wallace                   |
| 43     | L'occhio di giada                              | Fergus Hume                     |
| 44     | L'uomo della cuccetta n. 10                    | Mary Roberts Rinehart           |
| 45     | La porta del traditore                         | Edgar Wallace                   |
| 46     | L'affare D'Arblay                              | R. Austin Freeman               |
| 47     | Il caso Jennie Brice                           | Mary Roberts Rinehart           |
| 48     | Il doppio mistero di Ravensdene Court          | J. S. Fletcher                  |
| 49     | Il sessantunesimo secondo                      | Owen Johnson                    |
| 50     | Il laccio rosso                                | Edgar Wallace                   |
| 51     | Charlie Chan e il custode delle chiavi         | Earl Derr Biggers               |
| 52     | Il caso del terrier scozzese                   | S.S. Van Dine                   |
| 53     | La strana morte di Mr. Benson                  | S.S. Van Dine                   |
| 54     | Il mistero della camera gialla                 | Gaston Leroux                   |
| 55     | La confraternita dei ranocchi                  | Edgar Wallace                   |
| 56     | Charlie Chan e la tragica promessa             | Earl Derr Biggers               |
| 57     | Il segreto del tesoriere                       | J. S. Fletcher                  |
| 58     | Il cerchio scarlatto                           | Edgar Wallace                   |
| 59     | Il mistero della signora scomparsa             | Ethel Lina White                |
| 60     | Le straordinarie avventure di Letitia Carberry | Mary Roberts Rinehart           |
| 61     | Il mistero della collana                       | John Buchan                     |
| 62     | Mercanti di morte                              | Edgar Wallace                   |
| 63     | La casa senza chiavi                           | Earl Derr Biggers               |
| 64     | Il volto nella notte                           | Edgar Wallace                   |
| 65     | Il falsario                                    | Edgar Wallace                   |
| 66     | Il diabolico terzetto                          | R. Austin Freeman               |
| 67     | Sequestro di persona                           | S.S. Van Dine                   |
| 68     | Louba il levantino                             | Edgar Wallace                   |
| 69     | L'uomo venuto dal Marocco                      | Edgar Wallace                   |
| 70     | Il grande impostore                            | E. Phillips Oppenheim           |
| 71     | La taverna sul fiume                           | Edgar Wallace                   |
| 72     | La criminale sfida di John MacNab              | John Buchan                     |
| 73     | L'enigma della cassaforte                      | Edgar Wallace                   |
| 74     | La fine dei Greene                             | S.S. Van Dine                   |
| 75     | La tomba dell'Imperatore Ts'in                 | Edgar Wallace                   |
| 76     | Il mistero del Casinò                          | S.S. Van Dine                   |
| 77     | Il testamento di Gordon Stuart                 | Edgar Wallace                   |
| 78     | Lunga vita al re                               | Mary Roberts Rinehart           |
| 79     | Il mistero di casa Garden                      | S.S. Van Dine                   |
| 80     | La stanza n. 13                                | Edgar Wallace                   |
| 81     | Il castello del terrore                        | Edgar Wallace                   |
| 82     | La pallottola silenziosa                       | Arthur B. Reeve                 |
| 83     | L'enigma della chiave d'argento                | Edgar Wallace                   |
| 84     | Il mistero del drago                           | S.S. Van Dine                   |
| 85     | Il mago                                        | Edgar Wallace                   |
| 86     | La camera grigia                               | Eden Phillpotts                 |
| 87     | Caccia al milione scomparso                    | Edgar Wallace                   |
| 88     | Il corriere scomparso                          | E. Phillips Oppenheim           |
| 89     | L'uomo del mistero                             | Edgar Wallace                   |
| 90     | I tre segugi                                   | Freeman Wills Crofts            |
| 91     | Il fante di fiori                              | Edgar Wallace                   |
| 92     | La banda nera                                  | H. C. McNeile (Sapper)          |
| 93     | Il ritorno del mago                            | Edgar Wallace                   |
| 94     | La casa dei pini fruscianti                    | Anna Katharine Green            |
| 95     | L'inafferrabile                                | Edgar Wallace                   |
| 96     | La macchina pensante                           | Jacques Futrelle                |
| 97     | L'uomo che sapeva                              | Edgar Wallace                   |
| 98     | Una vendetta scientifica                       | R. Austin Freeman               |
| 99     | La finestra sulla notte                        | Mary Roberts Rinehart           |
| 100    | Il giustiziere                                 | Edgar Wallace                   |
| 101    | Il mistero di New Inn 31                       | R. Austin Freeman               |
| 102    | L'enigma del serpente piumato                  | Edgar Wallace                   |
| 103    | Il mistero della morte di Bradmoor             | Melville D. Post                |
| 104    | L'angelo del terrore                           | Edgar Wallace                   |
| 105    | La belva                                       | Alfred Edward Woodley Mason     |
| 106    | Mr. Reeder indaga                              | Edgar Wallace                   |
| 107    | Una strana scomparsa                           | Anna Katharine Green            |
| 108    | La mano rossa                                  | Edgar Wallace                   |
| 109    | Il mistero della giarrettiera                  | Jacques Futrelle                |
| 110    | Di scherzi si muore                            | Edgar Wallace                   |
| 111    | Un sinistro passo sulle scale                  | Anna Katharine Green            |
| 112    | Il segreto del passato                         | Edgar Wallace                   |
| 113    | L'enigmatico brasiliano                        | E. Phillips Oppenheim           |
| 114    | Il castigo della spia                          | Edgar Wallace                   |
| 115    | L'inquilino sospetto                           | R. Austin Freeman               |
| 116    | Il bandito misterioso                          | Edgar Wallace                   |
| 117    | Lo smemorato di Colonia                        | Patricia Wentworth              |
| 118    | Il trasformista                                | Edgar Wallace                   |
| 119    | La morte al piano di sopra                     | J.L. Rickard                    |
| 120    | L'astuzia di Mr. Reeder                        | Edgar Wallace                   |
| 121    | Il cassetto segreto                            | Burton Egbert Stevenson         |
| 122    | Il Brigante                                    | Edgar Wallace                   |
| 123    | La voce dal sepolcro                           | J. S. Fletcher                  |
| 124    | Il segreto della miniera                       | Edgar Wallace                   |
| 125    | Il signore dei diamanti                        | Jacques Futrelle                |
| 126    | Segreto mortale                                | Edgar Wallace                   |
| 127    | Il delitto della carrozza chiusa               | Fergus Hume                     |
| 128    | Mistero al castello                            | Edgar Wallace                   |
| 129    | La donna del mistero                           | Anna Katharine Green            |
| 130    | La dimora segreta                              | Edgar Wallace                   |
| 131    | La vedova del miliardario                      | Edmund Clerihew Bentley         |
| 132    | Il mistero del Narciso                         | Edgar Wallace                   |
| 133    | Il tesoro nel forte                            | Alfred Edward Woodley Mason     |
| 134    | Maschera bianca                                | Edgar Wallace                   |
| 135    | L'enigma della donna errante                   | Fergus Hume                     |
| 136    | La nave dei misteri                            | Edgar Wallace                   |
| 137    | Il mistero di Jacob Street                     | R. Austin Freeman               |
| 138    | Terrore                                        | Edgar Wallace                   |
| 139    | Quell'appartamento al n. 14                    | Burton Egbert Stevenson         |
| 140    | Il ritorno del Brigante                        | Edgar Wallace                   |
| 141    | Volere è potere                                | J. S. Fletcher                  |
| 142    | Venti milioni di dollari                       | Edgar Wallace                   |
| 143    | Il mistero di Starvel                          | Freeman Wills Crofts            |
| 144    | Il volto del terrore                           | Edgar Wallace                   |
| 145    | Il mistero Penrose                             | R. Austin Freeman               |
| 146    | Il segreto dell'idolo d'oro                    | Edgar Wallace                   |
| 147    | L'enigma dell'occhio di luna                   | J. S. Fletcher                  |
| 148    | Furia a Chicago                                | Edgar Wallace                   |
| 149    | L'ombra del delitto                            | E. Phillips Oppenheim           |
| 150    | I vampiri della metropoli                      | Edgar Wallace                   |
| 151    | La stella di mezzanotte                        | Burton Egbert Stevenson         |
| 152    | Il segreto del serpente giallo                 | Edgar Wallace                   |
| 153    | La tela del ragno                              | Freeman Wills Crofts            |
| 154    | La squadra volante                             | Edgar Wallace                   |
| 155    | Il delitto di mezzanotte                       | Sax Rohmer                      |
| 156    | Il nastro verde                                | Edgar Wallace                   |
| 157    | Il mistero di Angelina Frood                   | R. Austin Freeman               |
| 158    | L'uomo che comprò Londra                       | Edgar Wallace                   |
| 159    | Oro sommerso                                   | Eden Phillpotts, Arnold Bennett |
| 160    | L'uomo che non era nessuno                     | Edgar Wallace                   |
| 161    | Il delitto di Harvey Garrard                   | E. Phillips Oppenheim           |
| 162    | Assassino a pagamento                          | Edgar Wallace                   |
| 163    | Un alibi perfetto                              | Carolyn Wells                   |
| 164    | Il furfante gentiluomo                         | Edgar Wallace                   |
| 165    | Il documento segreto                           | E. Phillips Oppenheim           |
| 166    | La casa della freccia rossa                    | Alfred Edward Woodley Mason     |
| 167    | Occhi nel buio                                 | Sax Rohmer                      |
| 168    | Intrigo all'ippodromo                          | Edgar Wallace                   |
| 169    | A tradimento                                   | E. Phillips Oppenheim           |
| 170    | Il mistero dello zaffiro birmano               | Alfred Edward Woodley Mason     |
| 171    | Il mistero di Casa Rossa                       | A. A. Milne                     |
| 172    | L'atroce ricatto della ruggine verde           | Edgar Wallace                   |
| 173    | Il diabolico cinese                            | Sax Rohmer                      |
| 174    | Uno sparo nel buio                             | Edgar Wallace                   |
| 175    | Il fantasma dal passato                        | Anna Katharine Green            |
| 176    | L'ombra del lupo                               | R. Austin Freeman               |